# Diocesi di Colofone
La diocesi di Colofone (in latino: Dioecesis Colophoniensis) è una sede soppressa del patriarcato di Costantinopoli e una sede titolare della Chiesa cattolica.

## Storia
Colofone, identificabile con le rovine di Devgirmendere nell'odierna Turchia, è un'antica sede episcopale della provincia romana di Asia nella diocesi civile omonima. Faceva parte del patriarcato di Costantinopoli ed era suffraganea dell'arcidiocesi di Efeso.
La diocesi è documentata nelle Notitiae Episcopatuum del patriarcato di Costantinopoli fino al XII secolo.
Secondo la tradizione cristiana greca, che ha la sua origine nello pseudo Doroteo di Tiro e che non merita alcun credito, i primi due vescovi di Colofone sarebbero stati Sòstene e Tichico, menzionati nel Nuovo Testamento, rispettivamente nella prima lettera ai Corinzi (1,1) e nella lettera a Tito (3,12).
Di questa diocesi si conoscono i nomi di due vescovi. Eutalio prese parte al concilio di Efeso del 431. Alessandro non fu presente al concilio di Calcedonia del 451, ma nell'ultima sessione fu rappresentato dal suo metropolita, Stefano di Efeso, il quale firmò gli atti per Alessandro tramite Esperio di Pitane. Altri due vescovi anonimi sono riconducibili a due iscrizioni, la prima databile al VI secolo e la seconda tra il 959 e il 960.
Dal XVIII secolo Colofone è annoverata tra le sedi vescovili titolari della Chiesa cattolica; la sede è vacante dal 27 agosto 1973.

## Cronotassi

### Vescovi greci
- Sòstene † (I secolo)
- Tichico † (I secolo)
- Eutalio † (menzionato nel 431)
- Alessandro † (menzionato nel 451)
- Anonimo † (VI secolo)
- Anonimo † (menzionato nel 959/960)

### Vescovi titolari
- Franciscus Carolus Palma † (2 aprile 1781 - 10 febbraio 1787 deceduto)
- Jerónimo José de Mata, C.M. † (17 giugno 1844 - 28 marzo 1845 succeduto vescovo di Macao)
- Petrus Maria Vrancken † (4 giugno 1847 - 16 giugno 1874 nominato arcivescovo titolare di Attalea di Pamfilia)
- Fidelis Dehm, O.F.M.Conv. † (15 gennaio 1878 - 17 maggio 1883 deceduto)
- François-Xavier Riehl, C.S.Sp. † (23 novembre 1883 - 23 luglio 1886 deceduto)
- Benjamin Christiaens, O.F.M. † (13 febbraio 1889 - 7 gennaio 1931 deceduto)
- Juan (Matías) Solá y Farrell, O.F.M.Cap. † (24 febbraio 1931 - 27 agosto 1973 deceduto)